# 積善 (武進士)
積善（？年—？年），漢軍旗人，清朝武職官員。嘉慶十四年（1809年）十月，中式己巳恩科武榜眼及第，授官侍衛處二等侍衛。十八年（1813年）十二月，因告假不歸，經鑲黃旗領侍衛內大臣綿課奏請後，署理直隸總督章煦飭交蓟州知州汪兆霖逮捕問。